# ルイ・モイーズ
ルイ・モイーズ（Louis Moyse, 1912年8月14日 - 2007年7月30日）は、フランスのフルート奏者、ピアノ奏者、作曲家。

## 経歴
オランダ、スヘフェニンゲンの生まれ。パリ音楽院で父マルセルやフィリップ・ゴーベールらにフルートを師事。1932年に音楽院を卒業後はしばらく父の助手を務め、ヴァイオリン奏者だった妻ブランシュと1939年に結婚してからは、父と妻との室内楽でピアニストとして共演を重ねた。第二次世界大戦後はアルゼンチンに一時的に移住したが、アメリカのバーモント州ブラトルボロに落ち着き、アドルフ・ブッシュやルドルフ・ゼルキンらとマールボロ音楽祭の創設に名を連ね、マールボロ大学でフルートを教えるようになった。また1950年代初頭に妻とブラトルボロ音楽センターを設立し、1969年にはニューイングランド・バッハ音楽祭を創始した。その後も精力的に教授活動や作曲活動を行い、数多くのフルート教則本を手掛けた。
バーモント州モントピリアにて死去した。

## 主要著作
- The First Step in Flute Playing: Based on Short, Easy, Original and Harmonious Melodies in Duet Form. Schirmer. (1986). ISBN 978-0793544097
- Forty Little Pieces in Progressive Order. Schirmer. (1986). ISBN 978-0793525522
- The Flutist's Primer: Easy and Melodious Exercises. Schirmer. (1992). ISBN 978-0793550050
- Flute Music of the Baroque: For Flute and Piano. Schirmer. (1997). ISBN 978-0793554065